# An21
An21 (gesprochen wie „Antoine“), eigentlich Antoine Gabriel Michel Haydamous Josefsson (* 17. August 1989) ist ein schwedischer House-DJ, Produzent und Inhaber eines Plattenlabels.

## Leben und Karriere
Er arbeitet zusammen mit Max Vangeli, der auch bei dem Label Size Records veröffentlicht. Die beiden haben bei Swedish House Mafias Veranstaltungsreihe „Masquerade Motel“ im Pacha auf Ibiza gespielt, ebenso beim House-Festival „Sensation White“. Gemeinsam produzierten sie einen Remix von Save the world von Swedish House Mafia und im März 2012 auch ein Album (People of the night). Auf dem Album sind zudem Tiësto, Kate Elsworth und Example zu hören. Es wurde von Interscope und Size Records herausgebracht.
AN21 ist der kleine Bruder von Steve Angello, welcher Mitglied der Swedish House Mafia ist.
Er hat auf mehreren Festivals gespielt, zum Beispiel Tomorrowland, wo er mit Max Vangelli auf der Mainstage auflegte, bei Sensation White, der Miami Music Week, Mysteryland und Creamfields. AN21 veröffentlicht in zweiwöchigem Abstand den Podcast „Size Radio“, bei welchem er Neuigkeiten des Labels präsentiert.
AN21 wurde für den Preis „Breakthrough DJ“ der International Dance Music Awards nominiert, ebenso wie für „Top 5 DJs to watch in 2011“. In den Top 100 des DJ Mags erreichte er den 85. Platz.